# 鉄拳 (ゲーム)
『鉄拳』（てっけん、Tekken）は、1994年12月9日に稼働したナムコ（後のバンダイナムコエンターテインメント）の対戦格闘ゲーム。
ナムコ初の3D格闘ゲームで、この同時期に発売された当時最新の家庭用ゲーム機PlayStationの互換基板でありそのゲーム機の開発・発売元であるソニー・コンピュータエンタテインメントと共同開発した新基板SYSTEM11の第一弾タイトルでもある。
後に鉄拳シリーズとしてシリーズ化された。

## 製品
- アーケード版：1994年12月9日稼働開始（SYSTEM11）
- PlayStation版：1995年3月31日発売
- PlayStation 2版：2005年7月21日発売（ナムコレクションに収録）
- ゲームアーカイブス版：2011年7月6日ダウンロード販売

## 特徴
3D格闘ゲームの先駆けとなったセガの『バーチャファイター』シリーズ（リリース当時は『バーチャファイター2』）が爆発的に普及する中で第1作目はリリースされた。空中コンボという新しい概念を定着させたのも、初代『鉄拳』の功績の1つでもある。四肢に対応させた4つの打撃ボタン構成、ガード不能技や10連コンボなどの独特のシステム、そしてロボットや猛獣、格闘漫画の登場人物やアクション映画俳優のパロディキャラクターなどが入り乱れる個性的なプレイヤーキャラクターたちは、バーチャファイターシリーズが持つ雰囲気とは大きく一線を画していた。特に漫画チックなデフォルメの強いキャラクターデザインが特徴として押し出されていたこともあり、当初は色モノ扱いされていたゲームだった。
プレイヤーキャラクターは8名。各キャラクターのサイドストーリーに関係する中ボスキャラクターおよび最終ステージのボスキャラクター・三島平八は、先行のアーケード版ではCPUキャラクターとしての登場のみで、PlayStation版で初めて使用可能となった。
なお、PlayStation 2用ソフトの『鉄拳5』にはアーケード版が、『ナムコレクション』にはPlayStation版が完全移植されている。

## PlayStation版
PlayStation本体発売のおよそ4ヶ月後に発売された。それまで同機の3D格闘ゲームとしてタカラ（後のタカラトミー）の『闘神伝』が発売されていたが、フルフレーム（60fps）描画の3D格闘ゲームは本作が初となった。内容はグラフィック面で床のテクスチャが粗くなっていたり多重スクロールしていた背景が一枚絵になるなどの劣化はあるが、それ以外は概ねアーケード版と遜色ない移植度となっている。
アーケード版と比べて、以下の追加・変更要素がある。
- ソフト起動時にミニゲームとして『ギャラガ』のチャレンジングステージが遊べる。
- デビルカズヤの使用条件が変更され、アーケード版ではカズヤをキックボタンで選んだ際に1/256の確率で使用できたが、PS版では『ギャラガ』を特定の条件でクリアすることにより、それ以降スタートボタンで選択可能になった。
- ロングバージョンのオープニングムービーの追加。覆面を取ったキングが一瞬映るシーンがある。
- 全ステージをクリアした後のリプレイ集がなくなり、オリジナルのエンディングが追加された。各キャラクター8人分、約30秒ずつのCGデモムービー[3]（デフォルトキャラクターのみ）。ミシェールのムービーには最後に "-Fin-" 、吉光のムービーには最後に "THE END"の文字が入っている。
- アーケード版ではCPU専用だった8人の中ボスと最終ボスの平八に新技を追加した上で、一定の条件下でプレイヤーキャラクターとして使用できるようになった。中ボスは対応キャラクターでアーケードモードをクリア（コンティニュー可）することでその対応する中ボスが、最終ボスの平八はコンティニューなしでアーケードモードをクリアすることで使用可能になる。
- 一部キャラクター（ロウ、キング、巌竜）のコスチュームの変更、中ボス・平八の2Pコスチュームの追加。
- アレンジバージョンのBGMの追加。アーケード版のオリジナルBGMも収録されており、オプションで切り替えが可能（デフォルトではアレンジが選択されている）。
- アーケード版からあったデモムービーのBGMが変更（前述のオプションでのBGM切り替えでアレンジとオリジナルどちらを選択しても、このデモムービーのみ新規BGMが流れる）。またエンディングのスタッフロールのBGMもアレンジバージョンのみになっている。
- ボタン配置はフリーセッティングが可能となり、ネジコンに対応するようになった[3]。
- デモ画面の一つにあるnamcoロゴのアニメーションのSEが削除された。
- ヒットマークを赤から緑に変更。隠しコマンドでアーケード版と同じ赤にすることも可能。
- プレイヤーキャラクターを選択したときのアニメーションとリングコールがカットされた。
- 体力が8段階でハンディキャップが付けられる2P対戦専用モードが追加された。
- 「Marine Stadium」の地名表示が「Stadium」に変更された。PS版で背景のスコアボードにライブ映像（ミラー画面）がリアルタイムで表示されるようになった。

PlayStation版では平八を選択してスタートした場合に限り、ステージ1 - 8の対戦相手が全て中ボスになり、ステージ9の最終ボスがデビルカズヤになる（このデビルカズヤを倒しても、デビルカズヤは使用可能にはならない）。

## ストーリー
世界有数の財閥である三島財閥の頭首・三島平八が主催する格闘技大会「The king of iron fist tournament（ザ・キング・オブ・アイアンフィスト・トーナメント）」。優勝者には三島財閥頭首の座と財産の全てが贈られる。この呼び掛けに応じ、ある者は名声のため、ある者は復讐のため、ある者は己の野望を実現するため、世界中から様々な格闘家たちが参戦した。

## 登場人物
デフォルトキャラクター
- 三島一八（みしま かずや）

年齢：26歳 / 身長：181cm / 体重：76kg / 血液型：AB型
三島流喧嘩空手の使い手であり、本作の主人公。冷酷な三島財閥の御曹司。幼少時、崖から落とされたことをきっかけに父・平八を恨んでおり、彼を倒して財閥頭首の座を奪うために参加した。
- ポール・フェニックス (PAUL)

年齢：25歳 / 身長：187cm / 体重：81kg / 血液型：O型
奇抜なヘアスタイルと赤い道着が特徴のアメリカ人武道家。武者修行と強い相手との戦いを何よりの喜びとしており、優勝して最強であることを示すために参加。かつて一八と対決して引き分けた過去を持つ。
- マーシャル・ロウ (LAW)

年齢：25歳 / 身長：179cm / 体重：69kg / 血液型：B型
アメリカ国籍の中国系移民。カンフーを基調としたマーシャルアーツの使い手であり、自分の道場を持つことを夢見てアメリカのチャイナタウンで中華料理店を経営している。優勝賞金で道場を開くため、大会に参加。PS版ではパンチボタンで決定した際のコスチュームデザインが異なる。
- ニーナ・ウィリアムズ (NINA)

年齢：20歳 / 身長：161cm / 体重：49kg / 血液型：A型
アイルランド出身の女性アサシン。暗殺者である実父から学んだ骨法や関節技、母親から護身術として学んだ合気道をベースとした暗殺術を得意とする。大会主催者である平八を暗殺するために参加。当時の一部書籍では「アサシンでありながら、人を傷付けたり殺めたりすることに躊躇いがある」という設定が存在していた。
- キング (KING)

年齢：30歳 / 身長：190cm / 体重：85kg / 血液型：A型
ジャガーのマスクが特徴の覆面レスラー。メキシコ出身。幼少期から実の両親がいない孤児で、若い頃は非行に走っていたが、そんな自分に手を差し伸べて世話をしてくれた慈善家であり牧師の人柄により改心。そしてそんな経験があったがために孤児院で身寄りのない子供たちの世話をしており、かつての自分のような孤児たちを救うために孤児院運営に必要な資金を得るため、大会に参加。PS版ではキックボタンで決定した際のコスチュームカラーがアーケード版と異なる。
- ジャック (JACK)

年齢：3歳 / 身長：235cm / 体重：168kg / 血液型：プルトニウム型
ロシアで開発された軍事用ロボット。一八のクーデター計画を察知したロシア軍により、一八を抹殺するために送り込まれた。普段はスクラップ工場で働いている。彼（と彼の中ボスの同じくロボットであるプロトタイプ・ジャック）のみ、技を出したりなどの各動作のSEが重い機械を意識したようなものとなっている。『鉄拳』に登場したこのジャックとPジャックのみ、攻撃のヒット時と相手から攻撃を受けた際に金色に輝くエフェクトとなっており、シリーズを通して専門エフェクトがあるのは本作のジャック系だけである。なお、本作ではクマ、巌竜、Pジャックなど彼をベースとしたコンパチキャラクターが多く、ボイスも本作ではPジャックや巌竜、平八に流用されている。
- 吉光（よしみつ）

年齢：?歳 / 身長：178cm / 体重：63kg / 血液型：O型
義賊「卍党」の首領。後のシリーズでは人外じみた奇抜な外見になるのが特徴だが、本作では般若面に白い鎧という出で立ちとなっており、まだ普通の人間に近い。自身が囮となって大会に参加している間に、手下の仲間たちに三島財閥が不当な行為の数々で得た莫大な金を奪い出させるために参加。PS版のエンディングではその手下の仲間たちも一部登場。
- ミシェール・チャン (MICHELLE)

年齢：18歳 / 身長：163cm / 体重：53kg / 血液型：B型
ネイティブアメリカンの母親と中国人の男性との間に生まれた女性。父親を平八の手の者によって殺害された過去があり、父親の仇討ちのために参加した。肌身離さず首からかけているペンダントは父親の形見であり、平八が狙っていたネイティブアメリカンの古代の財宝の在り処を示す手掛かりでもある。
最終ボス（アーケード版では使用不可）
- 三島平八（みしま へいはち）

奇抜なヘアスタイルが特徴の三島財閥頭首で、本大会の主催者。軍需産業を主事業とする財閥の頭首ということもあり、優秀な兵士になり得る屈強な格闘家たちを集めて部下にするために今大会を開催した。アーケード版とPS版とで、キャラクター選択画面のグラフィックが異なる。鉄拳シリーズで正式に横移動のシステムが搭載される前から、本作では平八にのみ横移動できる特殊技が存在していた。
中ボスキャラクター（アーケード版では使用不可）
- 李超狼（リー・チャオラン）

銀髪が特徴の美男子。平八に養子として育てられ、その際に一八と出会ったことでライバル視している。
- クマ

平八のペットで、ボディーガードや修行相手をも務める熊。本来の熊と同様に鮭に加えて人肉も好物。しかし平八からの教育もあってか、人間の言葉は理解できる。平八から三島流喧嘩空手を教わったという設定だが、使う技は全く異なる（ジャックと似たような技を多く使う）。本作では首の辺りに白い模様があったが、『鉄拳2』では消えている。
- 王椋雷（ワン・ジンレイ）

心意六合拳の達人。平八の父で三島財閥創始者でもある三島 仁八（みしま じんぱち）とは親友である。故に仁八と袂を分けた平八のことを快く思っていない。
- アンナ・ウィリアムズ

ニーナの妹で、赤いチャイナドレスが特徴。姉と同様に暗殺術を幼い頃から叩き込まれてきたが、一方で姉が父に溺愛されていたのに対し自身は蔑ろにされ続けており、結果姉に憎しみを抱き、その憎しみはやがて殺意に。姉のニーナを殺すために参加。
- アーマーキング

ブラックジャガーのマスクと銀色の鎧が特徴の悪役レスラー。キングがルーキーだった頃からのライバルだが、不慮の事故で片眼を失ったことで彼を憎んでいる（その片目には赤い義眼が埋め込まれている）。大会にはキングを倒すために参加。
- プロトタイプ・ジャック

ロシア軍が開発したジャックの試作型。ジャックに対する嫌がらせとして平八が送り込んだ。外見はいかにも試作品らしく、ロボットらしい内部が剥き出しになっている。右手がドリルで左手がマジックハンド（2Pカラーではハサミ）という奇怪な見た目で、外部装甲が換装された『2』以降のものとは見た目が大幅に異なる。2Pカラーは後の作品のようにサングラスをかけている。
- 巌竜（がんりゅう）

歴代最年少で大関に昇進などの実力派力士であったが、一方で素行が日常的に悪く、土俵上で奇行を行ったことで角界から追放され裏社会に入った。現在では三島財閥との繋がりもあり、財閥の莫大な金を狙う吉光をマークするように指示を受けて大会に参加。また、でかいことを大会で披露したいという目的もある。
- 州光（くにみつ）

元卍党の忍者。かつては吉光の手下の一人であったが、卍党で御法度とされる私利私欲による窃盗を行ったことで吉光に破門された。しかし、その後も改心することなく日常的に様々な悪事を行う。ミシェールが手掛かりを持つネイティブアメリカンの財宝に関する情報を得るため、大会に参加。武器を持っているが、ガード不能技は持っていない。
最終ボス（平八使用時）（アーケード版では低確率で使用可能）
- デビルカズヤ

## 制作

### 背景
後述する試作品『神威』（カムイ）が作られるよりも前、ナムコでは格闘ゲームの企画が上がっていた。このゲームは『鉄拳』とは全く方向性が異なっており、キャラクターのセッティングは当時流行していた『ストリートファイターII』の影響を受けていた上、方向性についても同作を継承したものにするつもりだった。この企画自体は立ち消えとなったが、その後『バーチャファイター』に触発される形でポリゴンを使った3D格闘ゲームの企画が立ち上がった。

### 開発
3D格闘ゲームを開発するにあたりノウハウが全くなかったナムコは、まずは基礎研究・技術養育・社内プレゼンを目的としてSYSTEM22で『神威』という試作品を作成した。このゲームは一応、『鉄拳』の原型は示していたものの、まだ『鉄拳』の象徴となる「四肢に対応した攻撃ボタン」は実装されておらず、単純に弱パンチ・強パンチ・弱キック・強キックボタンだった。なお、実際の神威の映像がYouTube動画の『ナムコミュージアム オブ アート 第10回 鉄拳』で初公開された。
その後、いよいよ製品開発にまで話は進んだが、SYSTEM22で作ったのでは価格が跳ね上がり、同じ3D格闘ゲームであるセガのMODEL2で作成された『バーチャファイター2』と競合負けするのが目に見えていた。どうしたものかと考えていたところ、当時のSCE開発部長だった久夛良木健よりPlayStation用の新チップとPlayStation構想の話が持ちかけられる。このチップを使った新基板で開発すれば、コストが格段に抑えられ『バーチャファイター2』との競合も避けられる。かくして「表通りのゲームセンターの正面には高価な『バーチャファイター2』を、裏通りの店の奥には廉価な鉄拳を」のコンセプトで『鉄拳』の制作が開始された。
本作はセガで『バーチャファイター』の開発に携わった石井精一ら一部のスタッフがナムコに移籍し、開発に参加、後にドリームファクトリーを設立している。
『鉄拳』のタイトルが漢字二文字なのは、「とりあえず漢字二文字というのは決まっていて、それでいてインパクトがあるタイトル」というメーカー側の意図である。

### セッティング
『鉄拳』が初出展されたのは1994年9月に開催された第32回アミューズメントマシンショーに参考出展されたもので、この時はまだ使用できるキャラクターがカズヤ、ポール、ロウ、ニーナ、ジャック、キングの6名のみで固有技もほとんど入っておらず、コスチュームも1Pカラーのみだった。ロウは「ドラゴン」という名前で、ポールは綴りが「POLE」になっていた。残りの2名はミシェールとワンがイメージボードのみ展示されていた。
吉光は「海外市場向けに変な格好の忍者を出したい」という考えから後から追加されたキャラクターで、元々の8人目のプレイヤーキャラクターはワンだった。しかし吉光のデザインやキャラクター性がなかなか纏まらずに、発売前のAMショーにも実装が間に合わなかったため、AMショーでは吉光の代わりにワンがプレイヤーキャラクターとして紹介された（イメージボードのみ）。
ジャックは当初の設定はアメリカの軍人だったが、体のバランスが悪くロボットにしか見えないのでロボットの設定にされた。ミシェールは元々は中国人キャラクターだったが、インディアンのコスプレをした内田有紀のグラビアにインスパイアされてネイティブアメリカンにデザインされ直した。ニーナは元々は古武術使いの日本人キャラクターだったが、主人公が日本人になったことからバランス調整で外国人に変更された。
巌竜はアーケード版でも元々は廻しを締めていたが、角度によって廻しのポリゴン欠けがちらちら発生して卑猥に見えたため海パンに改められた。その後のPlayStation版では、ある程度ポリゴン欠けが改修されたので廻しに戻されている。元々はプレイヤーが使用できるキャラクターだった。

## 備考
1984年のMSX用ソフト『パックマン』を皮切りに1995年まで、当時のナムコはコンシューマーゲーム（パソコン・家庭用ビデオゲーム機）用ソフトのブランドとして「ナムコット（namcot）」を使用していた。本作のPlayStation版発売を最後に、10月20日発売のゲームギア用ソフト『ギアスタジアム平成版』を除き、原則「namco」ブランドに切り替えた。
アーケード版では通常、中ボスや平八をキャラクター選択画面で見ることはないが、基板の設定が「コンティニュー時にキャラクターの選択が可能」になっていれば、中ボスもしくは平八でゲームオーバーになり、コンティニューをした際にキャラクター選択画面の対戦相手側に表示される。
初期の海外のゲーム雑誌では「RAVE WAR」というタイトルで紹介されていた。『鉄拳』のパンフレットに "Tekken, Lord of the Rave War."と書かれているのはその名残り。また関連性は不明だが、同社ナムコが1992年にアーケードで発売したシューティングゲーム『F/A』のBGMにも、「Rave War」というタイトルの楽曲があり、同じくナムコが1993年に発売したアーケード版『リッジレーサー』の自車にも、「RAVE WAR」の文字がマーキングされている。
オプション設定で連勝数表示をフルーツにすると25連勝目でスペシャルフラッグが表示され、次の対戦に限り規定ラウンド数が1ラウンド追加される。